# Europäischer Tag des Gedenkens an die Opfer von Stalinismus und Nationalsozialismus

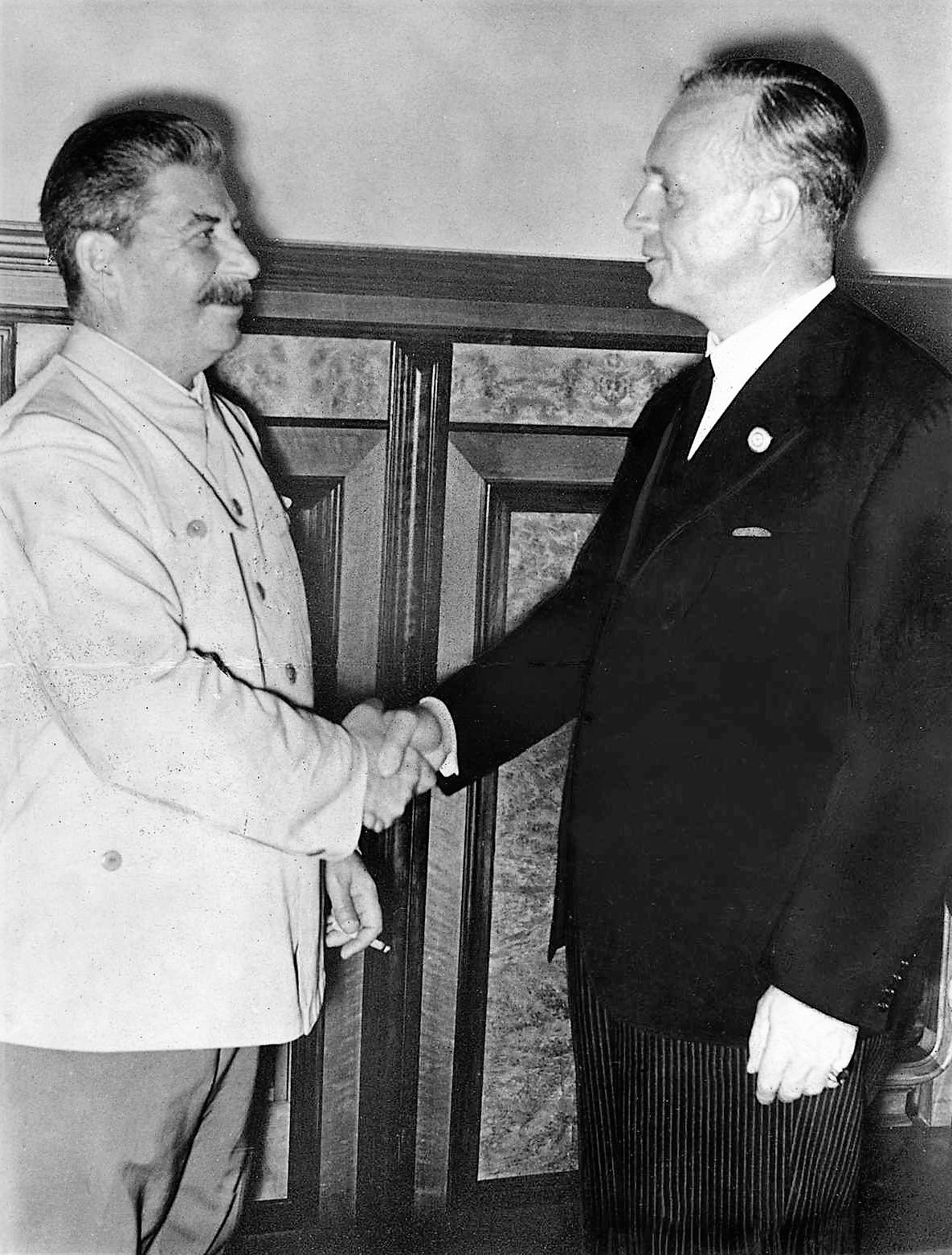
Josef Stalin und Joachim von Ribbentrop in Moskau, September 1939. Der Gedenktag erinnert an den Molotow-Ribbentrop-Pakt

Der Europäische Tag des Gedenkens an die Opfer von Stalinismus und Nationalsozialismus (23. August) (engl. European Day of Remembrance for Victims of Stalinism and Nazism) ist der europäische Gedenktag an die Opfer von totalitären Diktaturen in Europa im 20. Jahrhundert.
Die Initiative den Jahrestag des Deutsch-sowjetischen Nichtangriffspakt vom 23. August 1939 als Gedenktag für die Opfer der beiden durch Staatsterror und Massenmord geprägten Diktaturen auszurufen, ging von politischen Emigranten aus den baltischen Staaten sowie anderen ostmitteleuropäischen Ländern in Nordamerika aus. 1986 fanden die ersten Kundgebungen unter dem Namen Black-Ribbon-Day in mehreren westlichen Großstädten statt. 1987 begannen auch im Baltikum Proteste, die 1989 zum 50. Jahrestag des Nichtangriffspakt eine Menschenkette (Baltischer Weg) über 600 Kilometer ausmachten.
Der europäische Gedenktag wurde ursprünglich von der Prager Erklärung (3. Juni 2008), die u. a. von Václav Havel, Joachim Gauck und zahlreichen Mitgliedern des Europäischen Parlaments unterzeichnet wurde, vorgeschlagen, und erinnert an den Molotow-Ribbentrop-Pakt.
Am 23. September 2008 haben 409 Mitglieder des Europäischen Parlaments eine Erklärung zur Unterstützung der Errichtung des Gedenktages unterzeichnet. Am 2. April 2009 wurde eine Entschließung zur Ausrufung des Tages mit 533 Stimmen (44 contra und 33 Enthaltungen) angenommen und auf Initiative der ostmitteleuropäischen Staaten der 23. August zum Gedenktag an die Opfer von Stalinismus und Nationalsozialismus erklärt und Kanada folgte mit dem Black Ribbon Day. Während Schweden und die ostmittel- und südeuropäischen Staaten das Datum in ihre nationalen Gedenkkalender aufnahmen, blieb das Datum in Deutschland, Frankreich und Großbritannien wenig beachtet.

## Kritik
Kritische Stimmen aus Historikerkreisen wie Yehuda Bauer machen auf Nivellierungstendenzen im Diktaturenvergleich aufmerksam. Ein Gedenktag für die Opfer aller Diktaturen könnte dazu verleiten, die unterschiedlichen Intentionen für das Morden der beiden Diktaturen außer Acht zu lassen und über eine Verharmlosung des präzedenzlosen Völkermordes an den Juden einem sekundären Antisemitismus Vorschub leisten.
Juliane Wetzel sieht die Gefahr, dass das Gedenken an den Holocaust mit dem Gedenken an Millionen Opfer des realen Sozialismus gleichgesetzt wird. Die Sorge davor, „Verbrechen des 20. Jahrhunderts“ mit einem Gedenktag in einem Abwasch abhandeln zu wollen, sei eine deutsche bzw. westliche Sicht auf die Dinge. Aus osteuropäischer Sicht sei der Hitler-Stalin Pakt der Beginn einer langanhaltenden Terrorgeschichte, die von 1940 bis 1991 (Januarereignisse in Litauen 1991) währte und die daher noch in jeder Familienerzählung präsent sei. Aus dieser Sicht soll die Abscheu vor deutschen Verbrechen nicht dazu führen, dass sowjetischer Terror moralisch aufgewertet werde. Nach osteuropäischer Wahrnehmung wird das millionenfache Leid der Osteuropäer im Westen nicht ausreichend gewürdigt.
Nach Ansicht von Uwe Neumärker sollte die Debatte um die richtige Erinnerungskultur, insbesondere eine, welche auch die Mitwirkung von Teilen der Osteuropäer am Holocaust in Erinnerung hält, weitergehen.